# Entz Géza (biológus, 1842–1919)
idősb. mezőkomáromi Entz Géza, (Mező-Komárom, 1842. március 29. – Budapest, 1919. december 4.) magyar biológus, zoológus, egyetemi tanár, a Magyar Tudományos Akadémia tagja. Bár az elsők között ismertette Magyarországon Charles Darwin A fajok eredete című munkáját, később antidarwinista nézeteket képviselt.

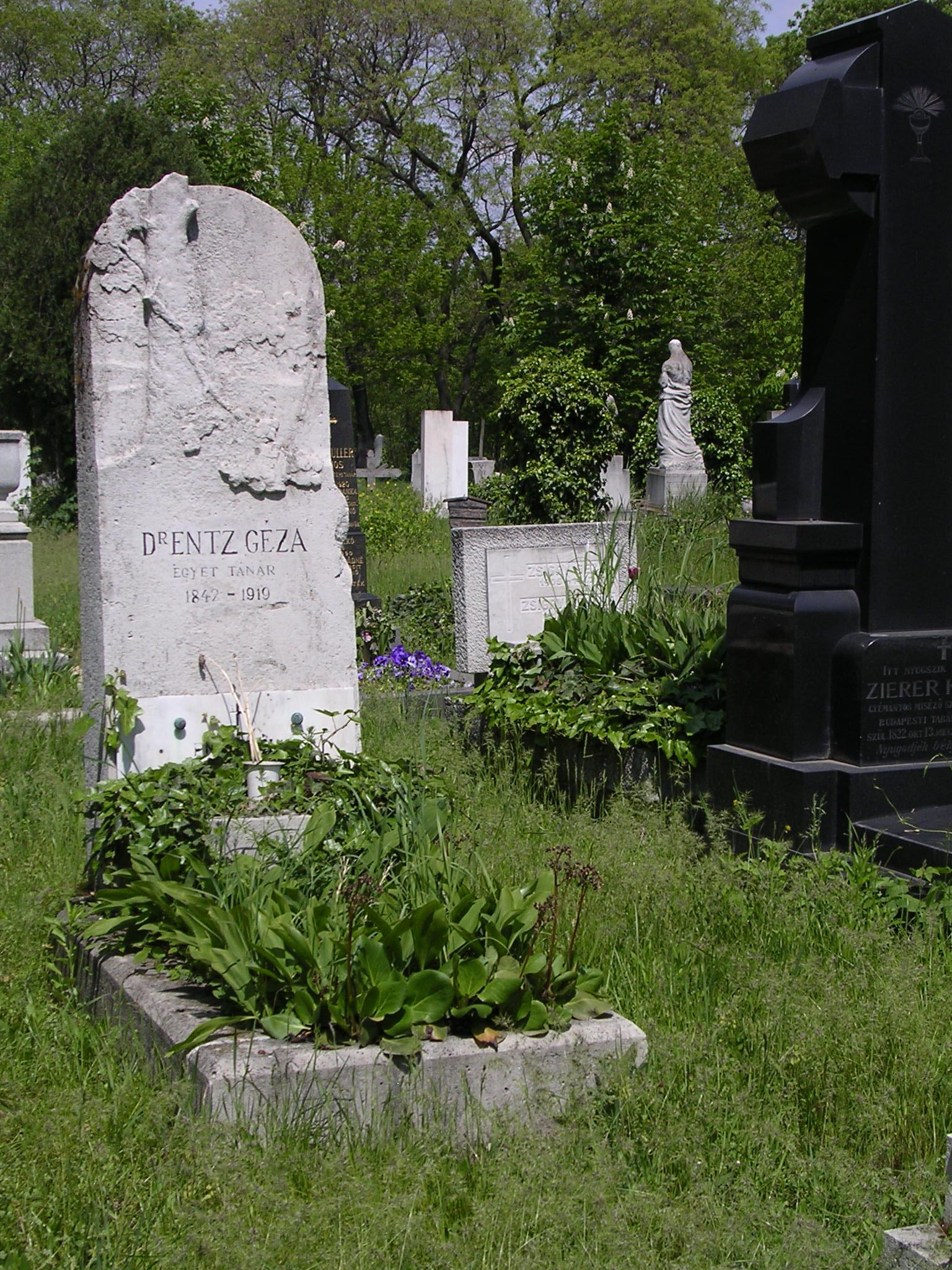
Sírja a Fiumei úti sírkertben (34-12-2)

## Családja
Családja a magyar tudománynak több kiemelkedő személyt is adott. Nagyapja még egyszerű gyakorló orvos volt és a 19. század elején egy járvány elleni küzdelemben halt meg fiatal korában. Apja Entz Ferenc uradalmi orvosként vált a gyümölcs- és szőlőtermelés, valamint a gazdatisztképzés egyik újítójává. Idősebb Entz Géza fia, Entz Géza híres biológus volt, ezért őt idősbként, fiát ifjabbként is emlegetik. 1915 április 11.-én Entz Géza nemesség és előnév adományozásban részesült I. Ferenc József magyar királytól. Másik fia Entz Béla patológus orvos.

## Életpályája
Középiskolai tanulmányait a pesti kegyesrendi gimnáziumban kezdte, de az utolsó két osztályt a budaiban és az érettségit is ott tette le. Egyetemi tanulmányait 1862/63-as tanévtől Pesten végezte, ahol 1867-ben szerzett orvosi diplomát. Orvossá 1886. december 31-én avatták. Állat és növénytannal már gyermekkorától foglalkozott, de édesanyjának jó barátja volt Frivaldszky Imre, akinek gyűjteményét tanulmányozhatta és ő is nagy lelkesedéssel gyűjtött be rovarokat és növényeket. 1868. január 1-jétől 1869. október 28-ig a Kolozs-monostori gazdasági tanintézethez a természetrajz tanárának nevezték ki. 1873 és 1914 között a kolozsvári, majd a budapesti egyetemen tanított. 1875-1876-ban a kolozsvári egyetem rektora volt, míg 1894 és 1896 között  a budapesti műegyetem rektora. 1883-ban három hónapot a nápolyi zoológiai állomáson töltött el. Ottani munkája eredményeként írta az Über Infusorien des Golfes zu Neapel című értekezését. További számos szakcikk szerzője volt.

## Kutatási területe
Főként egysejtűekkel, valamint a növényi és állati szervezetek együttélésével foglalkozott. A német mellett jól beszélt magyarul, franciául, angolul, továbbá írt olaszul és latinul.

## Akadémiai pályafutása
- az MTA levelező tagja (1883)
- az MTA rendes tagja (1890)
- az MTA igazgatója (1909)

## Főbb művei
- Rhizidium euglenae Alex. Braun : adalék a Chytridiumfélék ismeretéhez. (Pest, 1873);
- Az alsóbbrendű állatoknál előforduló levélzöldtestecskék természetéről (Kolozsvári Orvos-természettud. Ért. I. 1876, németül az erlangeni Biolog. Centralblattban, 1882);
- Über Infusorien des Golfes zu Neapel (Mitteilungen aus der zoolog. Station zu Neapel, Leipzig, 1884);[5]
- Tanulmányok a véglények köréből (Bp., 1888);
- A Vorticellinák rugalmas és összehúzódó elemei (Bp., 1891);
- Az élők világa : növény- és állatország Szerk. Mágócsy-Dietz Sándorral (Bp., 1907);
- Állatok színe és a mimikry (Bp., 1908).

## További irodalom
- Karl János dr.: Id. Entz Géza emlékezete. A természet, 1920. 19-20. sz. p. 185-190.
- Horváth Géza: Id. E. G. ig. és r. tag emlékezete (MTA Emlékbeszédek, Bp:, 1930);
- Dudich Endre: id. E. G. emlékezete születésének százéves évfordulója alkalmából (Állattani Közl. 39. 1942);
- Allodiatoris Irma: E. G. (Élővilág, 1960.)